# Хусанходжаев, Саид Ахмад
Саид Ахмад Хусанходжаев (узб.  Saidahmad Husanxoʻjaev; 10 июня 1920, Ташкент— 5 декабря 2007, там же) — узбекский советский писатель и драматург, Герой Узбекистана (1999), народный писатель Узбекистана, Заслуженный деятель искусств Узбекистана, кавалер ордена «За выдающиеся заслуги» и ордена «Дружбы». Свои произведения публиковал под литературным именем Саид Ахмад.

## Биография
Родился в 1920 году в городе Ташкенте в семье служащего.
Окончив среднюю школу в 1937 году, продолжил образование в Ташкентском государственном педагогическом институте. С середины 30-х годов Саид Ахмад работает журналистом, активно участвует в процессах коллективизации и ликвидации безграмотности на селе. В конце 30-х годов он публикует свои первые публицистические очерки и рассказы в газете «Кизил Узбекистон» и журналах «Муштум» и «Шарк Юлдузи».
Первый сборник рассказов Саид Ахмада — «Дар» вышел в 1940 году и был довольно прохладно принят критиками. В последующих сборниках — «Мужественное сердце» (1942), «Ферганские рассказы» (1948), «Мухаббат» (1949), наиболее полно раскрылся талант Саида Ахмада, как мастера лирического и сатирического рассказа, сыгравшего значительную роль в развитии этого жанра в узбекской литературе.
В мае 1950 года Саид Ахмад был арестован. 8 марта 1951 года, после почти одиннадцати месяцев в одиночной камере, был переведён в общую камеру. Этапирован в Степлаг (Джезказган) со сроком 10 лет ИТЛ. В лагере работал художником. Освобождён 18 марта 1955 года
С середины 50-х годов творчество Саида Ахмада обретает новые формы. Публикуются первые повести писателя «Родные просторы» (1957) и «Приговор» (1958). В начале 60-х годов Саид Ахмад начинает свою трилогию «Горизонт», ставшую значительным произведением узбекской литературы. Работа над произведением продолжалась более десяти лет — первая книга трилогии «Дни расставания» была опубликована в 1964 году, в 1969 году вышла вторая книга «На пороге горизонта» и в 1974 году публикуется первая по времени действия книга «Сорок пять дней». В 1988 году выходит роман писателя «Безмолвие».
Наибольшую известность Саиду Ахмаду принесли его пьесы, среди которых особенно выделяется комедия «Бунт невесток». Это произведение сразу после выхода поставило имя Саида Ахмада в один ряд с классиками узбекской литературы. Комедия Саида Ахмада была поставлена в 14 странах мира, по ней были сняты два художественных фильма — киностудией Узбекфильм и Лаосской киностудией.
С обретением Узбекистаном независимости, Саид Ахмад продолжает активно работать, в этот период выходят его произведения «Потерянные и обретенные», «Черноглазый Меджнун», «Утро на ресницах».
Скончался на 87 году жизни 5 декабря 2007 года в городе Ташкенте.

## Семья
Супруга — узбекская советская поэтесса Саида Зуннунова, дочь — Нодира Хусанходжаева.

## Память

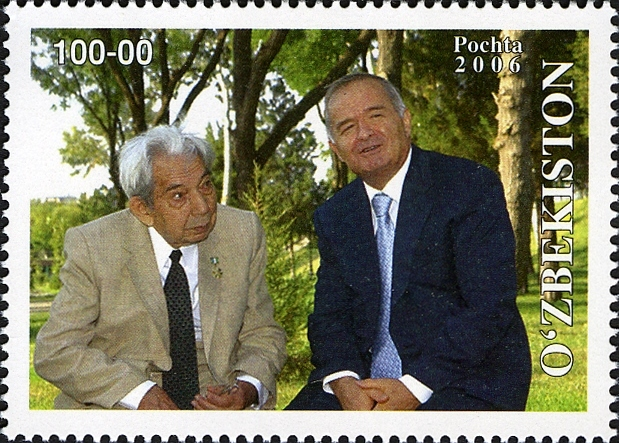
Почтовая марка Узбекистана посвящённая Саиду Ахмаду (2006)

10 июня 2013 года в Национальном парке Узбекистана в Ташкенте был установлен памятник Саиду Ахмаду и Саиде Зуннуновой.
10 июня 2015 года в Национальной библиотеке Узбекистана была открыта выставка «Писатель – герой нашего народа», приуроченная к 95-летию Саида Ахмада.

## Награды и премии
- Герой Узбекистана (25.08.1999)[11]
- Государственная премия Узбекской ССР имени Хамзы (1977)[12]
- Орден «За выдающиеся заслуги» (26.08.1997)[13]
- Орден «Дустлик» (08.06.1995)[2][14]
- Медаль «Шухрат» (25.08.1994)[15]
- Орден Ленина (25.02.1991)[16]
- Орден Дружбы народов (09.06.1980)[17]
- Орден «Знак Почёта»
- Медаль «За трудовое отличие» (18.03.1959)[18].
- Народный писатель Узбекистана
- Заслуженный деятель искусств Узбекистана